# Castilblanco
Castilblanco è un comune spagnolo di 1 318 abitanti situato nella comunità autonoma dell'Estremadura.